# 皮埃尔菲特 (科雷兹省)
皮埃尔菲特（法語：Pierrefitte，法語發音：[pjɛʁfit] ⓘ）是法国科雷兹省的一个市镇，位于该省中部偏西北，属于蒂勒区。该市镇总面积10.01平方公里，2009年时的人口为91人。

## 人口
皮埃尔菲特人口变化图示